# Naučná stezka Údolí Říčky
Naučná stezka Údolí Říčky se nachází v Moravském krasu v okrese Brno-venkov.
Počátek naučné stezky se nachází na turistickém rozcestí v lokalitě Hádek východně od obce Ochoz u Brna. Je vedena územím CHKO Moravský kras přibližně západním směrem po levém břehu rybníka Hádeckého rybníka a z něj vytékajícího potoka Říčky. Za rybníkem vstupuje do přírodní rezervace Údolí Říčky, pokračuje kolem v roce 1990 pro veřejnost uzavřené Ochozské jeskyně a dále údolím potoka k vývěrům Říčky. Stezka končí na turistickém rozcestí jižně od Kaprálova mlýna.
Ze stezky vede z rozcestí pod Ochozskou jeskyní odbočka kolem propadání potoka k rozcestí pod přístupnou jeskyní Pekárna. Tato jeskyně je přístupná po schodech modře značenou odbočkou. Stezska dále stoupá přibližně jihovýchodním směrem zalesněným údolím k okraji obce Hostěnice k tzv. Hostěnickému propadání, kde odbočka končí.
Celková délka stezky je bez odboček asi 3 kilometry, s odbočkami 4,5 km a v její trase je umístěno devět informačních tabulí zaměřených na archeologii a okolní přírodu.

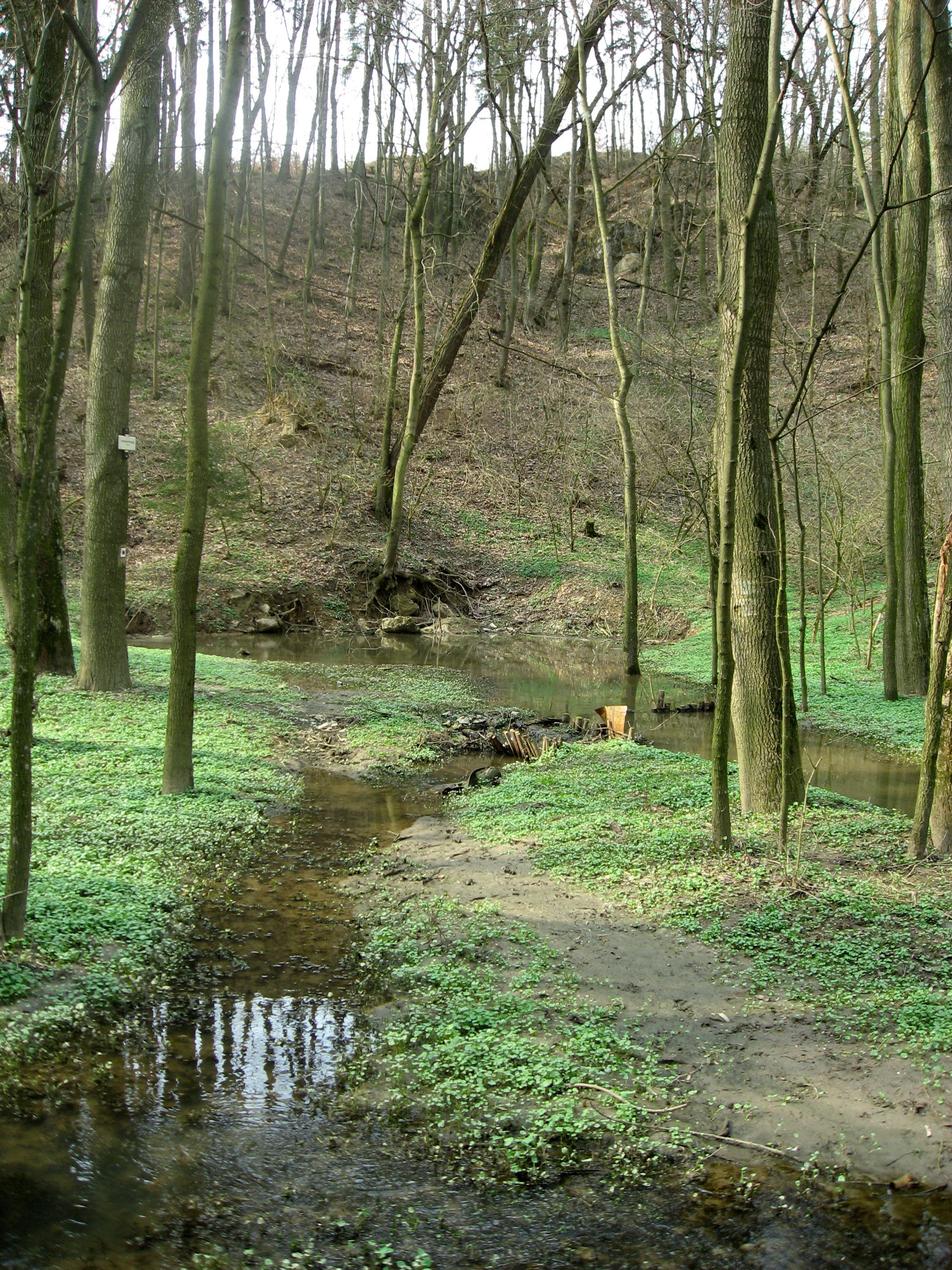
Hostěnické propadání